# Marcelo Rodríguez
Marcelo Antonio Rodríguez Laprea (Caracas, Venezuela, 22 de julio de 1964) es un comentarista de lucha libre profesional y actor de doblaje venezolano. Actualmente trabaja para la empresa estadounidense WWE como uno de los comentaristas en español. En el doblaje es mayormente conocido por ser la voz de Buster Bunny en  Español Latino en Tiny Toons y la película

## Carrera

### Antes de WWE
Su trayectoria comenzó en los años 1980 como cantante. Rodríguez tenía 17 años cuando grabó su primer disco con la disquera WEA Internacional. Pocos años después, Rodríguez comenzó a estudiar periodismo en la Universidad Central de Venezuela, de donde se graduó.
Al mismo tiempo comenzó a estudiar actuación y teatro musical. En 1985 Rodríguez entró a formar parte de la Compañía Nacional de Teatro de Venezuela. Ha trabajado también en compañías como Rajatabla, la Compañía Nacional de Teatro de España y Teatro Círculo. En 1987 comenzó a participar en telenovelas en su país. Entre las telenovelas en las que participó están Cara Sucia, Inés Duarte, secretaria, Cristal y La Revancha. Así mismo, fue protagonista de las películas venezolanas Atraco en el Aeropuerto y Tacagua.
Rodríguez también incursionó en el mundo del doblaje, prestando su voz a Buster Bunny en la serie animada estadounidense Tiny Toons y cantando la versión en español de la canción de inicio de la serie animada estadounidense Tazmania.
En el año 1992, regresa como la voz de doblaje original de Buster Bunny en la película: Tiny Toons: Cómo pasé mis vacaciones
En Tiny Toons Looniversidad , no regresará como la voz de doblaje original de Buster Bunny y no lograron contactarlo a tiempo (cuestión que al enterarse lamentó pues estaba dispuesto a regresar) y que el doblaje no se iba a realizar en Venezuela sino en México

### ComoBuster Bunny
- Tiny Toons (1.ª-3.ª)
- Tiny Toons: Cómo pasé mis vacaciones

### En WWE
Rodríguez comenzó a trabajar para WWE en 1998 como presentador de "Los Superastros", un programa realizado en asociación con Univisión. Cuando el programa llegó a su fin, Rodríguez aceptó la oferta de WWE de unirse al equipo de transmisión para Hispanoamérica, al lado de Hugo Savinovich y Carlos Cabrera. Junto con Savinovich, Cabrera y Jerry Soto, ha narrado varios shows de WWE (como Raw y Smackdown) así como varios eventos de PPV. Además, ha sido copresentador de un programa exclusivo del sitio web de WWE llamado WWE en español.
A Rodríguez se le caracteriza porque a la hora de comentar demuestra un gran aprecio hacia los luchadores rudos (heel) al tiempo que manifiesta antipatía hacia los luchadores técnicos (face). Suele llevar la contraria de lo que dicen sus compañeros Carlos Cabrera o Jerry Soto dependiendo de la situación. Incluso menciona frecuentemente a "Mayuya", una especie de diosa protectora de los luchadores.Aunque actualmente es más neutral y se podría considerar un comentarista (Tweener)

### Fuera de WWE
Rodríguez es miembro de la compañía teatral Repertorio Español, con sede en Nueva York. Aparte de ello, realiza algunos proyectos de actuación.